# Сентари
Сентари (на английски: Centauri) е измислена извънземна раса от научнофантастичния сериал Вавилон 5. Известни представители на тази раса са Лондо Молари, Вир Кото, Лорд Рифа, Император Туран, Император Картажиа, Регент Вирини, Адира Тайри и др.

## Родна планета
Планетата, от която произхождат Сентарите, се нарича Сентари Прим. Тя се намира на седемдесет и пет светлинни години от станцията Вавилон 5 и е административен и културен център на републиката. Планетата има сходен със Земята климат и кислородо - азотна атмосфера. По-голямата част от повърхността ѝ е покрита с вода, като сушата се състои от два големи континента и няколко острова. Паралелно със Сентарите, на планетата се е развил и друг интелигентен вид, наречен Зон. След дълги войни между двете раси, представителите на Зон са били избити.